# Polycarpa madagascariensis
Polycarpa madagascariensis is een zakpijpensoort uit de familie van de Styelidae. De wetenschappelijke naam van de soort is voor het eerst geldig gepubliceerd in 1912 door Michaelsen.